# Jeg’ Fuld Hele Tiden Og Er Pisse Ligeglad Du
Jeg’ Fuld Hele Tiden Og Er Pisse Ligeglad Du er debutalbummet for det danske band De Danske Hyrder.
Albummet er udgivet i 2013 på Pisse Ligeglad Records. 

## Trackliste
1. Privatfest
2. Fakta
3. Brug for En Bitch
4. Hey Kost
5. Nosser
6. Dp
7. Smøger Og Rødvin
8. Blå Lm
9. Falder for Mig
10. Jeg' Fuld Hele Tiden Og Er Pisse Ligeglad Du
11. Godt Det Ikk' Er Mit Hus (Ft. Freddy Jonas)
12. Med Mine Drenge
13. Gunclick diss (bonus track)
14. Til Julemanden Fra Theo (Bonus Track)
15. #Fss (Bonus Track)